# Turjanci
Turjanci este o localitate din comuna Radenci, Slovenia, cu o populație de 111 locuitori.